# Kamienica Kromerowska
Kamienica Kromerowska – zabytkowa kamienica znajdująca się w Krakowie, w dzielnicy I przy Rynku Głównym 23, na Starym Mieście.
W kamienicy znajduje się księgarnia. Pierwsza placówka tego typu powstała tu już w 1610 roku i od tej pory księgarnia istniała w tym miejscu przez 400 lat. Jest to zatem jedna z najstarszych istniejących księgarń w Europie, co upamiętnia tablica na froncie budynku.
7 grudnia 1965 kamienica została wpisana do rejestru zabytków. Znajduje się także w gminnej ewidencji zabytków.